# Portero del año de la Major League Soccer
El premio al Portero del año de la Major League Soccer (MLS Goalkeeper of the Year Award) es un premio otorgado al mejor guardameta de la Major League Soccer, la primera división del fútbol de los Estados Unidos y Canadá. El premio se entrega desde 1996.

## Palmarés
| Temporada | Jugador           | Equipo                 |
| --------- | ----------------- | ---------------------- |
| 1996      | Mark Dodd         | Dallas Burn            |
| 1997      | Brad Friedel      | Columbus Crew          |
| 1998      | Zach Thornton     | Chicago Fire           |
| 1999      | Kevin Hartman     | Los Angeles Galaxy     |
| 2000      | Tony Meola        | Kansas City Wizards    |
| 2001      | Tim Howard        | MetroStars             |
| 2002      | Joe Cannon        | San Jose Earthquakes   |
| 2003      | Pat Onstad        | San Jose Earthquakes   |
| 2004      | Joe Cannon        | Colorado Rapids        |
| 2005      | Pat Onstad        | San Jose Earthquakes   |
| 2006      | Troy Perkins      | D.C. United            |
| 2007      | Brad Guzan        | Chivas USA             |
| 2008      | Jon Busch         | Chicago Fire           |
| 2009      | Zach Thornton     | Chivas USA             |
| 2010      | Donovan Ricketts  | Los Angeles Galaxy     |
| 2011      | Kasey Keller      | Seattle Sounders FC    |
| 2012      | Jimmy Nielsen     | Sporting Kansas City   |
| 2013      | Donovan Ricketts  | Portland Timbers       |
| 2014      | Bill Hamid        | D.C. United            |
| 2015      | Luis Robles       | New York Red Bulls     |
| 2016      | Andre Blake       | Philadelphia Union     |
| 2017      | Tim Melia         | Sporting Kansas City   |
| 2018      | Zack Steffen      | Columbus Crew          |
| 2019      | Vito Mannone      | Minnesota United FC    |
| 2020      | Andre Blake       | Philadelphia Union     |
| 2021      | Matt Turner       | New England Revolution |
| 2022      | Andre Blake       | Philadelphia Union     |
| 2023      | Roman Burki       | St. Louis City SC      |
| 2024      | Kristijan Kahlina | Charlotte FC           |